# Cucho Hernández
Juan Camilo Hernández Suárez, dit Cucho Hernández, né le 22 avril 1999 à Pereira en Colombie, est un footballeur international colombien qui évolue au poste d'avant-centre au Real Betis.
Il possède également la nationalité espagnole.

## Biographie

### En club

#### Débuts en Colombie
Hernández joue son premier match professionnel le 6 avril 2015, âgé de quinze ans, contre le Deportes Quindío en Categoría Primera B. Le 5 septembre suivant, il marque son premier but face au Real San Andrés pour une victoire 2-3. La saison suivante, le jeune attaquant inscrit vingt buts et finit meilleur buteur du championnat de deuxième division. Il réalise notamment un triplé contre le Tigres FC le 3 juillet 2016, donnant la victoire aux siens à lui tout seul (3-0).
Hernández rejoint le Grenade CF en 2016 mais est prêté à l'América de Cali en décembre.

#### Prêts en Espagne
Hernández est prêté à la SD Huesca le 8 juillet 2017, ce qui confirme sa signature en faveur du Watford FC, jusque-là objet de rumeurs. Il marque seize buts en deuxième division espagnole lors de la saison 2017-2018 alors que Huesca monte pour la première fois de son histoire en première division.
Hernández voit son prêt à Huesca prolongé pour la saison 2018-2019. Il découvre la Liga le 19 août 2018 à Eibar (victoire 1-2). Hernández marque son premier but le 2 septembre au Camp Nou lors d'une large défaite 8-2 aux dépens du FC Barcelone. Malgré de maigres statistiques en raison des résultats du club, Hernández marque contre des clubs de premier plan comme le démontre son but face au Real Madrid en mars 2019. Il termine la saison avec quatre buts et trois passes décisives tandis que Huesca, dix-neuvième, est relégué à l'issue de sa première saison dans l'élite espagnole.
Il est prêté au RCD Majorque le 26 août 2019,. Hernández arrive cependant blessé et rate trois mois de compétition. Il joue son premier match le 7 décembre, entrant en jeu lors d'une défaite 5-2 à l'extérieur face au FC Barcelone.
Le 14 août 2020, il est prêté au Getafe CF.

#### Crew de Columbus
Le 21 juin 2022, après une saison en demi-teinte au Watford FC, Hernández est transféré au Crew de Columbus, franchise de Major League Soccer pour un montant record pour la formation de l'Ohio de dix millions de dollars.
Hernández dispute son premier match le 10 juillet 2022, lors de la vingt-et-unième journée de MLS, en remplaçant Jacen Russell-Rowe à la seconde mi-temps. Sa nouvelle équipe est alors menée 2-0 par le Fire de Chicago mais parvient à remonter le score puis à l'emporter grâce à la première réalisation du Colombien. Hernández, une nouvelle fois sorti du banc pour son deuxième match avec Columbus, inscrit un doublé contre D.C. United qui permet d’obtenir un nul 2-2. Pour son premier match à domicile au TQL Stadium où Caleb Porter le titularise, il marque son quatrième but en trois matchs de championnat face au FC Cincinnati, entérinant un succès 2-0 lors du derby de l'Ohio (en) (2-0).

### En équipe nationale
Avec les moins de 20 ans, il participe au championnat sud-américain des moins de 20 ans en 2017. Lors de cette compétition, il joue neuf matchs. Il s'illustre en délivrant deux passes décisives contre l'Équateur, puis en inscrivant deux buts, contre le Venezuela et l'Argentine. 
Cucho est convoqué à la Coupe du monde des moins de 20 ans en 2019. Il réalise un triplé face à Tahiti lors d'une victoire 6-0 en phase de groupes. La Colombie accomplit un parcours honorable en atteignant les quarts de finale, stoppée par l'Ukraine, futur vainqueur de la compétition, sur le score de 0-1.
Il joue son premier match en équipe de Colombie le 16 octobre 2018, en amical contre le Costa Rica. Il inscrit un doublé lors de cette rencontre (victoire 3-1).

### Vie privée
Son surnom Cucho lui vient de son père qui rasait son crâne étant petit pour lui donner un air du joueur argentin Esteban Cambiasso, surnommé Cuchu.

## Statistiques

### Statistiques détaillées
| Saison                | Club                   | Championnat           | Championnat | Championnat | Championnat | Coupe nationale | Coupe nationale | Coupe nationale | Coupe de la Ligue | Coupe de la Ligue | Coupe de la Ligue | Compétition(s) continentale(s) | Compétition(s) continentale(s) | Compétition(s) continentale(s) | Compétition(s) continentale(s) | Colombie | Colombie | Colombie | Total | Total | Total |
| Saison                | Club                   | Division              | M.          | B.          | P.d.        | M.              | B.              | P.d.            | M.                | B.                | P.d.              | Comp.                          | M.                             | B.                             | P.d.                           | M.       | B.       | P.d.     | M.    | B.    | P.d.  |
| 2015                  | Deportivo Pereira      | Categoría Primera B   | 22          | 3           | 0           | 1               | 0               | 0               | -                 | -                 | -                 | -                              | -                              | -                              | -                              | -        | -        | -        | 23    | 3     | 0     |
| 2016                  | Deportivo Pereira      | Categoría Primera B   | 33          | 20          | 4           | 1               | 0               | 0               | -                 | -                 | -                 | -                              | -                              | -                              | -                              | -        | -        | -        | 34    | 20    | 4     |
| Sous-total            | Sous-total             | Sous-total            | 55          | 23          | 4           | 2               | 0               | 0               | -                 | -                 | -                 | -                              | -                              | -                              | -                              | -        | -        | -        | 57    | 23    | 4     |
| 2017                  | América de Cali (prêt) | Categoría Primera A   | 17          | 1           | 2           | 4               | 3               | 0               | -                 | -                 | -                 | -                              | -                              | -                              | -                              | -        | -        | -        | 21    | 4     | 2     |
| 2017-2018             | SD Huesca (prêt)       | Segunda División      | 35          | 16          | 6           | 1               | 0               | 0               | -                 | -                 | -                 | -                              | -                              | -                              | -                              | -        | -        | -        | 36    | 16    | 6     |
| 2018-2019             | SD Huesca (prêt)       | LaLiga                | 34          | 4           | 3           | -               | -               | -               | -                 | -                 | -                 | -                              | -                              | -                              | -                              | 1        | 2        | 0        | 35    | 6     | 3     |
| Sous-total            | Sous-total             | Sous-total            | 86          | 21          | 11          | 5               | 3               | 0               | -                 | -                 | -                 | -                              | -                              | -                              | -                              | 1        | 2        | 0        | 92    | 26    | 11    |
| 2019-2020             | RCD Majorque (prêt)    | LaLiga                | 22          | 5           | 1           | 2               | 0               | 0               | -                 | -                 | -                 | -                              | -                              | -                              | -                              | -        | -        | -        | 24    | 5     | 1     |
| 2020-2021             | Getafe CF (prêt)       | LaLiga                | 23          | 2           | 3           | -               | -               | -               | -                 | -                 | -                 | -                              | -                              | -                              | -                              | -        | -        | -        | 23    | 2     | 3     |
| 2021-2022             | Watford FC             | Premier League        | 25          | 5           | 1           | 1               | 0               | 0               | 2                 | 0                 | 0                 | -                              | -                              | -                              | -                              | 1        | 0        | 0        | 29    | 5     | 1     |
| 2022                  | Crew de Columbus       | MLS                   | 16          | 9           | 2           | -               | -               | -               | -                 | -                 | -                 | -                              | -                              | -                              | -                              | -        | -        | -        | 16    | 9     | 2     |
| 2023                  | Crew de Columbus       | MLS                   | 33          | 21          | 13          | 1               | 0               | 1               | -                 | -                 | -                 | LCup                           | 3                              | 3                              | 2                              | 2        | 0        | 0        | 39    | 24    | 16    |
| 2024                  | Crew de Columbus       | MLS                   | 29          | 19          | 14          | -               | -               | -               | -                 | -                 | -                 | LCup+CAF+CCP                   | 5+6+1                          | 4+2+0                          | 3+0+0                          | 1        | 0        | 0        | 42    | 25    | 17    |
| Sous-total            | Sous-total             | Sous-total            | 78          | 49          | 30          | 1               | 0               | 0               | -                 | -                 | -                 | -                              | 15                             | 9                              | 5                              | 3        | 0        | 0        | 97    | 58    | 35    |
| 2024-2025             | Bétis Séville          | LaLiga                | 15          | 5           | 1           | -               | -               | -               | -                 | -                 | -                 | -                              | -                              | -                              | -                              | 1        | 0        | 0        | 16    | 5     | 1     |
| Total sur la carrière | Total sur la carrière  | Total sur la carrière | 304         | 110         | 50          | 11              | 3               | 0               | 2                 | 0                 | 0                 | -                              | 15                             | 9                              | 5                              | 6        | 2        | 0        | 338   | 124   | 55    |

### En sélection nationale
| Matchs internationaux de Cucho Hernández | Matchs internationaux de Cucho Hernández | Matchs internationaux de Cucho Hernández       | Matchs internationaux de Cucho Hernández | Matchs internationaux de Cucho Hernández | Matchs internationaux de Cucho Hernández | Matchs internationaux de Cucho Hernández | Matchs internationaux de Cucho Hernández             |
|                                          | Date                                     | Lieu                                           | Adversaire                               | Résultat                                 | Compétition                              | But(s)                                   | Notes                                                |
| ---------------------------------------- | ---------------------------------------- | ---------------------------------------------- | ---------------------------------------- | ---------------------------------------- | ---------------------------------------- | ---------------------------------------- | ---------------------------------------------------- |
| 1                                        | 16 octobre 2018                          | Red Bull Arena, Harrison, États-Unis           | Costa Rica                               | 3 - 1                                    | Amical                                   | 72e 90+2e                                | Remplace Carlos Bacca à la 72e minute de jeu.        |
| 2                                        | 5 juin 2022                              | Stade de la Nueva Condomina, Murcie, Espagne   | Arabie saoudite                          | 0 - 1                                    | Amical                                   |                                          | Remplace Luis Suárez à la 46e minute de jeu.         |
| 3                                        | 28 janvier 2023                          | Dignity Health Sports Park, Carson, États-Unis | États-Unis                               | 0 - 0                                    | Amical                                   |                                          | Remplacé par Santiago Moreno à la 68e minute de jeu. |

## Palmarès
SD Huesca
- Vice-champion d'Espagne de deuxième division en 2018